# Payudan Dundang
Payudan Dundang is een bestuurslaag in het regentschap Sumenep van de provincie Oost-Java, Indonesië. Payudan Dundang telt 2704 inwoners (volkstelling 2010).